# Сухой горнолыжный склон
Сухой (искусственный) горнолыжный склон — склон, который имитирует характерные свойства с использованием материалов, которые стабильны при комнатной температуре, что дает возможность людям кататься на лыжах, а также сноуборде или тюбинге в местах, где естественные заснеженные склоны неудобны или недоступны.
Хотя эти склоны называются сухими, часто они смазываются для увеличения скорости и предотвращения повреждения оборудования от фрикционного нагревания.

## Материалы

### Ранние материалы
В ранних попытках сымитировать снег применялась укладка пластиковой плитки с шипами наружу, с целью обеспечить сцепление с дорогой. Данный способ не сыскал популярности, поскольку он лишь в незначительной степени обеспечивал сцепление для поворота и все это было больше походили на лыжи на льду. Тем не менее, в настоящее время многие горнолыжные трассы (крытые и открытые; например, в Нидерландах) продолжают использовать пластиковые прессованные плитки — их качество повысилось.

### «Щетинистые» материалы
Следующим этапом в развитии сухих склонов стали материалы из сферы производства кистей и щеток.

Наиболее распространенным материалом был Dendix — материал из синтетических щеток, побочный продукт производства, который похож на короткошерстную щетку с щетиной, торчащей вверх, с гексагональной структурой, приблизительно 1 дюйм (25 мм) полоски щетинок на 4 дюйма (100 мм) шестиугольника.

Dendix производится в Чепстоу, однако его можно найти на склонах по всему миру..

Хотя этот материал значительно лучше предыдущих поверхностей, при его использовании остается проблема, связанная с травмами пользователей склона (нет защиты при падении пользователя склона) и повреждение лыж или сноуборда из-за трения, что означало риски судебных процессов для владельцев склонов с использованием Dendix.

В наши дни на поверхность материала часто распыляют воду, смазывая поверхность склона и увеличивая скорость. Тем не менее, высокие страховые компенсации заставляют многих операторов склонов искать более безопасные альтернативы.

Несмотря на более поздние материалы, Dendix остается самым популярным пластиковым материалом для склонов.

### Современные материалы
Самое большое распространение получили материалы, обеспечивающие как защиту от удара о склон, так и способность выполнять повороты и прыжки. С использованием этих материалов езда становится больше похожа по ощущениям к езде по настоящему снегу.

Neveplast является одним из них — более новый материал, использование которого становится всё более распространенным явлением.

Это новый тип мата, который использует концентрическое расположение конических стеблей, применяется для скоростного спуска, сноубординга и катания на беговых лыжах. Neveplast претендует на звание материала, имеющего одинаковый со снегом коэффициент трения между поверхностью и лыжами, что дает лыжнику такое же хорошее сцепление как на снегу и без необходимости в смачивании искусственного склона водой. Отверстия для охлаждения мата имеют диаметр, сопоставимый с диаметром лыжных палок, используемых для тренировок и соревнований по слалому и гигантскому слалому.

#### Другие распространенные материалы того же типа
- Snowflex
- Perma-snow
- Astroride

## Подготовка лыж и сноубордов
Пользователи сухих склонов часто улучшают скольжение своего оборудования, использую самые густые лыжные мази. Покрытие скользящей поверхности быстро стирается и требует возобновления после одного-двух спусков. По крайней мере одна компания делает твердый воск, который предназначен для использования на сухих склонах. Некоторые пользователи применяют аэрозоль для полировки мебели. Иногда для снижения трения применяют даже жидкость для мытья посуды.

## Галерея
- Сухой горнолыжный  в Венгрии
- Сухой горнолыжный склон из невепласта